# Carolyn Grace
Carolyn Grace (1951/1952 - 2 de diciembre de 2022) fue una piloto y restauradora de aeronaves australiana-británica, y la única mujer piloto cualificada del Supermarine Spitfire desde la Segunda Guerra Mundial.

## Primeros años
Creció en una granja en Nueva Gales del Sur, donde los viajes aéreos eran una parte esencial de los viajes diarios para cubrir largas distancias en las zonas rurales de Australia. En 1979, su esposo Nick encontró dos Spitfires a la venta y decidió comprarlos. Continuaron el trabajo de restauración en la década de 1980, mientras Grace aprendía a volar un biplano.

## Carrera como piloto
Tras la muerte de Nick tras un accidente automovilístico en 1988, Grace aprendió a pilotar el Spitfire. En 1990, realizó su primer vuelo en solitario con un Spitfire y obtuvo el título de piloto de la aeronave. Si bien las mujeres piloto de prueba habían volado el Spitfire durante la Segunda Guerra Mundial como parte del Auxiliar de Transporte Aéreo, ella fue la única mujer piloto calificada en participar en vuelos de exhibición.
Aunque la presionaron para que no volara sola como viuda y con dos hijos, sintió que necesitaba hacerlo para conmemorar a su difunto esposo. Posteriormente acumuló 900 horas de vuelo, actuando en varios espectáculos aéreos y eventos conmemorativos. El Spitfire ML407, que ella y su esposo habían restaurado para que funcionara, se hizo conocido como «Grace Spitfire». El avión se mantuvo en RAF Bentwaters, Woodbridge, Suffolk, y Aon, quien patrocinó sus eventos, cubrió los costosos costos del seguro.
En 2004, voló su Spitfire sobre Chartwell, antigua residencia de Winston Churchill, para conmemorar el 60 aniversario del Día D. En 2011, voló el avión como parte del 75 aniversario del primer vuelo del Spitfire en 1936.
Murió después de un accidente automovilístico en Goulburn, Nueva Gales del Sur, el 2 de diciembre de 2022, a la edad de setenta años.